# Dziarnowo (województwo kujawsko-pomorskie)
Dziarnowo – osada w Polsce, położona w województwie kujawsko-pomorskim, w powiecie inowrocławskim, w gminie Pakość.

## Podział administracyjny
W latach 1975–1998 miejscowość administracyjnie należała do województwa bydgoskiego.

## Demografia
Według Narodowego Spisu Powszechnego (III 2011 r.) wieś liczyła 359 mieszkańców. Jest piątą co do wielkości miejscowością gminy Pakość.

## Położenie
Wieś położona przy zachodniej granicy administracyjnej miasta Inowrocławia (odległość do centrum Inowrocławia: 6,5 km).

## Znane osoby
W Dziarnowie, w roku 1960, urodził się Mirosław Kruszyński, prezydent Ostrowa Wielkopolskiego w latach 1990–2002, a następnie wiceprezydent Poznania w latach 2002-2014.